# 郑科扬
郑科扬（1931年7月—2021年11月7日），男，四川江油人，中华人民共和国政治人物、党建研究专家，曾任中共中央政策研究室副主任，第八、九届全国政协委员。

## 生平
1931年7月生于四川江油。1947年7月加入中国共产党。1949年后，历任江油阳亭乡小学教员、江油山防大队指导员，中共江油县委秘书、宣传部长，共青团绵阳地委副书记。1959年任中共四川省委《上游》杂志社编辑。1961年调任中共中央宣传部理论宣传处干事。1966年文化大革命开始后受冲击，下放至宁夏五七干校劳动。1972年5月调回中共中央组织部工作，历任研究室处长、主任，副秘书长、研究室主任等职。1988年调至中共中央办公厅工作。1989年后，历任中共中央政策研究室副主任、机关党委书记，中共中央党建工作领导小组成员、秘书组组长等职。2021年11月7日逝世。